# Рауль Бова
Рауль Бова (італ. Raoul Bova; нар. 14 серпня 1971, Рим) — італійський актор та режисер.

## Життєпис
Народився 14 серпня 1971 року у Римі в родині Джузеппе Бова з Роччелла-Йоніка, Калабрія, та його дружини Рози з Ачерри, Кампанія. З дитинства серйозно займався плаванням, у 15-річному віці виграв чемпіонат Італії у плаванні на 100-метровій дистанції на спині. 1991 року почав працювати на телебаченні як помічник в ігровому телешоу «Scomettiamo che…?» на каналі Rai 1. Наступного року почав зніматися у невеликих ролях в кіно і телесеріалах.
1993 року зіграв свою першу головну роль — Марко, інструктора з серфінгу, закоханого в іноземну принцесу, у комедійній мелодрамі «Маленьке велике кохання» Карло Вандзіни. 1995 року виконав роль комісара Ніно Де Венанціо у драматичному трилері «Палермо — Мілан: Квиток в один кінець» Клаудіо Фрагассо, за яку був номінований на премію Давид ді Донателло у категорії Найкращий актор другого плану. 1996 року спільно з Монікою Гуерріторе зіграв у фільмі «Вовчиця» Габріеле Лавія за твором Джованні Верга. У 1997—1998 роках виконував роль капітана Карло Аркуті у серіалах «Спрут 8» та «Спрут 9». 1999 року разом з Мадонною знявся у телерекламі Max Factor. 2002 року зіграв у телефільмі «Франческа і Нунціата» Ліни Вертмюллер з Софі Лорен та Клаудією Джеріні. 2003 року разом з Джованною Медзоджорно знявся в головній ролі у кінодрамі «Вікно навпроти» Ферзана Озпетека.
2020 року видав автобіографічну книгу «Уроки води» (італ. Le regole dell'acqua). Того ж року виступив режисером та продюсером документального телефільму про плавання «Остання гонка», прем'єра якого відбулася у червні 2021 року на Canale 5.

## Особисте життя
Після завершення стосунків з італійською акторкою Роміною Монделло, Бова 2000-го року одружився з К'ярою Джордано, ветеринаром. У шлюбі народилися двоє синів — Алесандро Леон (2000) та Франческо (2001). Розлучилися 2013 року. З того часу актор перебуває у фактичному шлюбі з Росіо Муньйос Моралес, іспанською акторкою, телеведучою та моделлю. У пари народилися двоє доньок — Луна (2 грудня 2015) та Альма (1 листопада 2018).

## Вибрана фільмографія
| Рік  |     | Українська назва                         | Оригінальна назва                                       | Роль                      |
| ---- | --- | ---------------------------------------- | ------------------------------------------------------- | ------------------------- |
| 1993 | ф   | Маленьке велике кохання                  | Piccolo grande amore                                    | Марко                     |
| 1995 | с   | Спрут 7                                  | La piovra —Indagine sulla morte del commissario Cattani | віцекомісар Джанні Бреда  |
| 1996 | ф   | Палермо — Мілан: Квиток в один кінець    | Palermo — Milano solo andata                            | Ніно де Венанціо          |
| 1996 | ф   | Німфа                                    | Ninfa plebea                                            | П'єтро                    |
| 1996 | ф   | Вовчиця                                  | La lupa                                                 | Нанні Ласка               |
| 1997 | с   | Спрут 8                                  | La piovra — Lo scandalo                                 | капітан Карло Аркуті      |
| 1998 | с   | Спрут 9                                  | La piovra — Il patto                                    | капітан Карло Аркуті      |
| 2001 | тф  | Франческа і Нунціата                     | Francesca e Nunziata                                    | Федеріко Монторсі         |
| 2002 | с   | Франциск                                 | Francesco                                               | Франциск Ассізський       |
| 2002 | ф   | Янгол помсти                             | Avenging Angelo                                         | Марчелло / Джанні Карбоні |
| 2003 | ф   | Вікно навпроти                           | La finestra di fronte                                   | Лоренцо                   |
| 2003 | тф  | Кароль — людина, що стала Папою Римським | Karol — Un uomo diventato papa                          | отець Томаш Залеський     |
| 2004 | ф   | Чужий проти Хижака                       | Alien vs. Predator                                      | Себастьян де Роза         |
| 2005 | ф   | Під сонцем Трскани                       | Under the Tuscan San                                    | Марчелло                  |
| 2007 | ф   | Я, інший                                 | Io, l'altro                                             | Джузеппе                  |
| 2008 | ф   | Пробач за кохання                        | Scusa ma ti chiamo amore                                | Алесандро Беллі           |
| 2009 | ф   | Копи                                     | Sbirri                                                  | Матео Гатті               |
| 2010 | ф   | Пробач, я хочу з тобою одружитися        | Scusa ma ti vogluo sposare                              | Алесандро Беллі           |
| 2010 | ф   | Наше життя                               | La nostra vita                                          | П'єро                     |
| 2010 | ф   | Баарія                                   | Baaria                                                  | римський журналіст        |
| 2010 | ф   | Прекрасне товариство                     | La bella società                                        | Ромоло                    |
| 2010 | ф   | Турист                                   | The Tourist                                             | граф Філіппо Гаджія       |
| 2011 | ф   | Ніхто не може мене засуджувати           | Nessuno mi può guidicare                                | Джуліо                    |
| 2011 | ф   | Незрілі                                  | Immatiri                                                | Джорджо Романіні          |
| 2013 | ф   | Вгадай, хто прийде на Різдво?            | Indovina chi viene a Natale?                            | Франческо                 |
| 2013 | ф   | Добридень, тату                          | Buongiorno, papà                                        | Андреа Манфредіні         |
| 2014 | ф   | Вибачте, якщо я існую!                   | Scusate se esisto!                                      | Франческо                 |
| 2015 | ф   | Римські побачення                        | All Roads Lead to Rome                                  | Лука                      |
| 2018 | с   | Медічі                                   | Medici                                                  | Сікст IV                  |
| 2019 | с   | Королева Півдня                          | La Reina del Sur                                        | Франческо Бельмондо       |
| 2019 | с   | Зроблено в Італії                        | Made in Italy                                           | Джорджо Армані            |
| 2022 | с   | Дон Матео                                | Don Matteo                                              | дон Массімо               |
| 2024 | док | Я трохи божевільний, а ти?               | Io sono un po' matto, e tu?                             | у ролі самого себе        |

Режисер
- 2011 — Чорне кохання (короткометражний) (італ. Amore nero)
- 2013 — Як дельфін (телесеріал) (італ. Come un delfino)
- 2020 — Остання гонка (документальний) (італ. Ultima gara)

## Музичні кліпи
- 2007 — Io che amo solo te (Фіорелла Манноя)
- 2008 — Scusa ma ti chiamo amore (Sugarfree)
- 2016 — One Day (tutto prende un senso) (Б'яджо Антоначчі)

## Нагороди та номінації
Давид ді Донателло
- 1996 — Номінація на найкращого актора другого плану (Палермо — Мілан: Квиток в один кінець).
- 2011 — Номінація на найкращого актора другого плану (Наше життя).

Срібна стрічка
- 2009 — Спеціальна Срібна стрічка (Копи).
- 2011 — Номінація на найкращого актора (Ніхто не може мене засуджувати).
- 2013 — Номінація на найкращого актора (Добридень, тату).

Золотий глобус (Італія)
- 2006 — Європейський Золотий глобус.
- 2007 — Найкращий актор (Я, інший).
- 2011 — Найкращий актор (Ніхто не може мене засуджувати).